# The 3-D Battles of Worldrunner
The 3-D Battles of Worldrunner, på omslagen förkortat till 3-D Worldrunner i Nordamerika och ursprungligen utgivet i Japan som Tobidase Daisakusen (とびだせ大作戦?), är en tredjepersonsskjutare utvecklat av Square och utgivet av samma företag till Family Computer Disk System, och utgivet av Acclaim till NES.

## Handling
Spelaren antar rollen som "Jack the Worldrunner", en vild "rymdcowboy" som skall rädda olika planeter från diverse ormliknande monster. Spelet utspelar sig på åtta olika planeter i det fiktiva planetsystemet "#517".

### Fotnoter
1. 1 2  ”The 3-D Battles of World Runner”. NES DB. 11 mars 1987. Arkiverad från originalet den 28 juni 2014. https://archive.is/20140628094835/http://www.nesdb.se/game_more.php?id=7&rid=4. Läst 28 juni 2014.
2. ↑  ”Jack the Worldrunner” (på engelska). Mobygames. 11 mars 1987. http://www.mobygames.com/game/3-d-worldrunner. Läst 28 juni 2014.